# Брандтс, Эрни
Эрни Брандтс (нидерл. Ernie Brandts; род. 3 февраля 1956, Дидам, Гелдерланд) — нидерландский футболист, защитник. По завершении игровой карьеры — футбольный тренер. В качестве игрока прежде всего известен по выступлениям за клубы «Де Графсхап» и ПСВ, а также за национальную сборную Нидерландов. Обладатель Кубка УЕФА. Двукратный чемпион Нидерландов.

## Клубная карьера
Во взрослом футболе дебютировал в 1974 году выступлениями за команду клуба «Де Графсхап», в которой провёл три сезона, принял участие в 38 матчах чемпионата и забил 2 мяча.
Своей игрой за эту команду привлёк внимание представителей тренерского штаба клуба ПСВ, к составу которого присоединился в 1977 году. Сыграл за команду из Эйндховена следующие девять сезонов своей игровой карьеры. Большую часть времени, проведённого в составе ПСВ, был игроком защиты основного состава команды.
С 1986 по 1991 год играл в составе команд клубов «Рода», «МВВ Мастрихт» и «Беерсхот».
Завершил профессиональную игровую карьеру в клубе «Де Графсхап», в составе которого уже выступал ранее. Пришёл в состав команды в 1991 году и защищал её цвета до прекращения своей карьеры на профессиональном уровне в 1992 году.

## Выступления за сборную
В 1977 году дебютировал в официальных матчах в составе национальной сборной Нидерландов. В течение карьеры в национальной команде, которая длилась 9 лет, провёл в форме главной команды страны 28 матчей и забил 5 голов.
В составе сборной был участником чемпионата мира 1978 года в Аргентине, где вместе с командой завоевал «серебро», и чемпионата Европы 1980 года в Италии.

## Карьера тренера
Начал тренерскую карьеру, вернувшись в футбол после длительного перерыва, в 2005 году, возглавив тренерский штаб клуба «Волендам».
В течение 2006—2008 годов был главным тренером команды «НАК Бреда». В дальнейшем работал с клубными командами в Иране, Руанде и Танзании.
В 2014 году вернулся на родину и возглавил тренерский штаб клуба «Дордрехт», в котором проработал 1 год.

## Титулы и достижения
- Обладатель Кубка УЕФА: «ПСВ»: 1977/78
- Чемпион Нидерландов (2): «ПСВ»: 1977/78, 1985/86

## Статистика

### Матчи Брандтса за сборную Нидерландов
| Матчи Брандтса за сборную Нидерландов | Матчи Брандтса за сборную Нидерландов | Матчи Брандтса за сборную Нидерландов | Матчи Брандтса за сборную Нидерландов | Матчи Брандтса за сборную Нидерландов | Матчи Брандтса за сборную Нидерландов |
| ------------------------------------- | ------------------------------------- | ------------------------------------- | ------------------------------------- | ------------------------------------- | ------------------------------------- |
| №                                     | Дата                                  | Соперник                              | Счёт                                  | Голы Брандтса                         | Соревнование                          |
| 1                                     | 5 октября 1977                        | СССР                                  | 0:0                                   | —                                     | Товарищеский матч                     |
| 2                                     | 14 июня 1978                          | Австрия                               | 5:1                                   | 1                                     | Чемпионат мира 1978                   |
| 3                                     | 18 июня 1978                          | ФРГ                                   | 2:2                                   | —                                     | Чемпионат мира 1978                   |
| 4                                     | 21 июня 1978                          | Италия                                | 2:1                                   | 1                                     | Чемпионат мира 1978                   |
| 5                                     | 25 июня 1978                          | Аргентина                             | 1:3                                   | —                                     | Чемпионат мира 1978                   |
| 6                                     | 20 сентября 1978                      | Исландия                              | 3:0                                   | 1                                     | Чемпионат Европы 1980 (отбор)         |
| 7                                     | 11 октября 1978                       | Швейцария                             | 3:1                                   | 1                                     | Чемпионат Европы 1980 (отбор)         |
| 8                                     | 15 ноября 1978                        | ГДР                                   | 3:0                                   | —                                     | Чемпионат Европы 1980 (отбор)         |
| 9                                     | 20 декабря 1978                       | ФРГ                                   | 1:3                                   | —                                     | Товарищеский матч                     |
| 10                                    | 24 февраля 1979                       | Италия                                | 0:3                                   | —                                     | Товарищеский матч                     |
| 11                                    | 28 марта 1979                         | Швейцария                             | 3:0                                   | —                                     | Чемпионат Европы 1980 (отбор)         |
| 12                                    | 2 мая 1979                            | Польша                                | 0:2                                   | —                                     | Чемпионат Европы 1980 (отбор)         |
| 13                                    | 5 сентября 1979                       | Исландия                              | 4:0                                   | —                                     | Чемпионат Европы 1980 (отбор)         |
| 14                                    | 26 сентября 1979                      | Бельгия                               | 1:0                                   | —                                     | Товарищеский матч                     |
| 15                                    | 17 октября 1979                       | Польша                                | 1:1                                   | —                                     | Чемпионат Европы 1980 (отбор)         |
| 16                                    | 21 ноября 1979                        | ГДР                                   | 3:2                                   | —                                     | Чемпионат Европы 1980 (отбор)         |
| 17                                    | 23 января 1980                        | Испания                               | 0:1                                   | —                                     | Товарищеский матч                     |
| 18                                    | 10 сентября 1980                      | Ирландия                              | 1:2                                   | —                                     | Чемпионат мира 1982 (отбор)           |
| 19                                    | 11 октября 1980                       | ФРГ                                   | 1:1                                   | 1                                     | Товарищеский матч                     |
| 20                                    | 19 ноября 1980                        | Бельгия                               | 0:1                                   | —                                     | Чемпионат мира 1982 (отбор)           |
| 21                                    | 30 декабря 1980                       | Уругвай                               | 0:2                                   | —                                     | Золотой кубок чемпионов мира          |
| 22                                    | 6 января 1981                         | Италия                                | 1:1                                   | —                                     | Золотой кубок чемпионов мира          |
| 23                                    | 9 сентября 1981                       | Ирландия                              | 2:2                                   | —                                     | Чемпионат мира 1982 (отбор)           |
| 24                                    | 14 ноября 1984                        | Австрия                               | 0:1                                   | —                                     | Чемпионат мира 1986 (отбор)           |
| 25                                    | 23 декабря 1984                       | Кипр                                  | 1:0                                   | —                                     | Чемпионат мира 1986 (отбор)           |
| 26                                    | 27 февраля 1985                       | Кипр                                  | 7:1                                   | —                                     | Чемпионат мира 1986 (отбор)           |
| 27                                    | 1 мая 1985                            | Австрия                               | 1:1                                   | —                                     | Чемпионат мира 1986 (отбор)           |
| 28                                    | 4 сентября 1985                       | Болгария                              | 1:0                                   | —                                     | Товарищеский матч                     |

Итого: 28 матчей / 5 голов; 12 побед, 7 ничьих, 9 поражений.